# Òliba de les Tanimbar
L'òliba de les Tanimbar (Tyto sororcula; syn: Tyto novaehollandiae sororcula) és un ocell rapinyaire nocturn de la família dels titònids (Tytonidae). Habita la selva de les illes Tanimbar. El seu estat està pendent de revisió.

## Taxonomia
A la classificació de l'IOC (versió 7.3) apareix format per tres subespècies diferents, la subespècie tipus, habitant de les Tanimbar, i considerada per alguns una subespècie de Tyto novaehollandiae, Tyto sororcula cayelii, habitant de l'illa de Buru i considerada tanmateix una subespècie de Tyto novaehollandiae i Tyto sororcula almae, habitant de l'illa de Seram, que és freqüentment considerada una espècie diferent (Tyto almae).
Tanmateix, altres obres taxonòmiques, com el Handook of the Birds of the World i la quarta versió de la BirdLife International Checklist of the birds of the world (Desembre 2019), consideren aquest tàxon com a coespecífic de l'òliba australiana.